# Bjørn Puggaard-Müller
Bjørn Puggaard-Müller (* 13. März 1922 in Gentofte; † 13. Mai 1989 in Kopenhagen) war ein dänischer Schauspieler.

## Leben
Sein Vater Gunnar Puggaard-Müller (1889–1983) war viele Jahre lang Sekretär im Finanzministerium Dänemarks. 
Sein Schauspieldebüt hatte Puggaard-Müller im Jahr 1940 am Aarhus Teater. Daraufhin hatte er zahlreiche Engagements an verschiedenen Theatern in ganz Dänemark. Als Schauspieler stand er von 1945 bis 1988 in mehr als 120 Film-und-Fernsehproduktionen vor der Kamera.
Ab dem Jahr 1965 war er mit der Tänzerin Bente Falbøl verheiratet. Die Ehe blieb kinderlos.
Bjørn Puggaard-Müller starb am 13. Mai 1989 im Alter von 67 Jahren. Seine Grabstätte befindet sich auf dem Ordrup-Kirkegard.

## Filmografie (Auswahl)
- 1960: Baronesse (Baronessen fra benzintanken)
- 1966: Kleine Sünder – große Sünder (Min søsters børn)
- 1965: 39 Seemänner und ein Mädchen (Een pige og 39 sømænd)
- 1966: Tugend läuft Amok (Dyden går amok)
- 1967: Martha
- 1967: Sünder überall (Min søsters børn på bryllupsrejse)
- 1968: Die Olsenbande (Olsen-banden)
- 1969: Die Olsenbande in der Klemme (Olsen-banden på spanden)
- 1970: Rend mig i revolutionen
- 1971: Ballade på Christianshavn
- 1978: Die Olsenbande steigt aufs Dach (Olsen-banden går i krig)